# Pedicularis achilleifolia
Pedicularis achilleifolia är en snyltrotsväxtart som beskrevs av Christian Friedrich Stephan och Carl Ludwig von Willdenow. Pedicularis achilleifolia ingår i släktet spiror, och familjen snyltrotsväxter.

## Underarter
Arten delas in i följande underarter:
- P. a. altaica
- P. a. chacassica